# The Who
The Who (укр. Ті, хто…)  — британський рок-гурт, утворений 1964 року в Лондоні. Мав широку популярність в 1960-х і 1970-х роках, та справив значний вплив на розвиток рок-музики аж досі. Лідер гурту — гітарист Піт Таунсенд.

## Історія гурту

### 1964 — 1978

#### Перші сингли іMy Generation
До кінця 1964 року The Who почали ставати популярними в Marquee Club в Лондоні і рейв огляд їх виступу з'явився в Melody Maker. Ламберту і Стемпу вдалося привернути увагу американського продюсера Шела Телмі, який вже досяг успіху, продюсуючи The Kinks. Таунсенд написав пісню «I Can't Explain», яка навмисно звучала як The Kinks, щоб привернути увагу Телмі. Телмі побачив гурт на репетиціях і був вражений. Він підписав гурт на свій продюсерський центр.
Сингл став популярним на піратських радіостанціях, таких як Radio Caroline.
Гурт записав наступний сингл, «My Generation», в жовтні. Таунсенд написав її як повільний блюз, але після декількох невдалих спроб, він був перетворений на більш потужну пісню з бас-соло Ентвістла. Дебютний альбом My Generation (The Who Sings My Generation в США) був випущений в кінці 1965 року. Альбом включав оригінальний матеріал, написаний Таунсендом, включаючи заголовну пісню і "The Kids Are Alright", а також кілька кавер-версій Джеймса Брауна, які Делтрі схвалив від перерваної сесії раніше в тому році.

#### Tommy, Вудсток іLive at Leeds
До 1968 року The Who почали привертати увагу андерграундної преси. Таунсенд припинив вживати наркотики і зацікавився вченням Мехер Баби. В серпні він дав велике інтерв'ю Янну Веннеру з Rolling Stone, в якому описав в найдрібніших подробицях проєкт альбому, над яким він працював, сюжет якого в підсумку став альбомом Tommy. Основна концепція описувала життя глухого, німого і сліпого хлопчика і його спроби спілкуватися з іншими. Деякі пісні, такі як «Welcome» і «Amazing Journey» були натхненні вченням Баби, а інші виникли зі спостережень в гуртові. «Sally Simpson» була написана про шанувальника, який намагається піднятися на сцену на концерті The Doors, який вони відвідали. Таунсенд пізніше сказав: «Я хотів, щоб історія Томмі мала кілька рівнів». Реліз альбому був запланований на Різдво 1968 року, але запис зупинився після рішення Таунсенда зробити подвійний альбом, щоб охопити історію в достатній глибині.
Альбом вийшов в травні з єдиним синглом, «Pinball Wizard». Долтрі значно покращився як співак і встановив шаблон для рок-співаків 1970-х років, маючи довге волосся і носити відкриті футболки на сцені.
До 1970 року The Who стали широко вважатися одним з найкращих і найпопулярніших концертних рок-гуртів; Кріс Чарльзворт описав їх концерти наступним чином: «призводять до свого роду рок-нірвани, про що більшість гуртів може тільки мріяти». Такими виданнями, як The Independent, Телеграф і ВПС, Live at Leeds названий, як один з найкращих концертних рок-альбомів усіх часів.

#### Lifehouse іWho's Next
Гурт був утворений 1964 року в Лондоні, до його складу ввійшли:
1. Піт Таунсенд (Pete Townshend), 19 травня 1945, Лондон, Велика Британія — гітара;
2. Джон Ентвістл (John Entwistle), 9 жовтня 1944, Лондон, Велика Британія — 27 червня 2002, Лас-Вегас, Невада, США) — бас;
3. Роджер Долтрі (Roger Daltrey), 1 вересня 1944, Лондон, Велика Британія — вокал;
4. Кіт Мун (Keith Moon; *23 серпня 1946, Лондон — †7 вересня 1978, Лондон) — ударні.

Ще під час навчання в «Acton County Grammar School» Піт та Джон виступали в аматорському джазовому оркестрі, де перший
грав на банджо, а другий — на трубі. Пізніше хлопці утворили рок-н-рольний гурт The Confederates, взірцем для якої були The Shadows. 1963 року Ентвістл перейшов до гурту The Detours, лідером якої був гітарист Роджер Долтрі. До складу цього гурту також входили Колін Деусон (Colin Dawson) — вокал та Дуг Сенден (Doug Sanden) — ударні. Незабаром до них приєднався Таунсенд, який на цей час став студентом школи мистецтв, а коли Деусон залишив гурт, то роль вокаліста взяв на себе Долтрі.
1964 року гурт досяг локальної слави і вибрав собі назву The Who, однак за порадою нового менеджера Пітера Мідена змінив її на The High Numbers. Цей менеджер одягнув музикантів у стильні костюми і з повною рішучістю намагався привернути до них увагу молодіжної публіки. Єдиний сингл реформованого гурту з піснею «I'm The Face», який було записано з новим ударником Кітом Муном, підтвердив цю трансформацію, хоча мелодія твору, автором якого був Мідон, виявилась чистим плагіатом «Got Love If You Want It» Сліма Харпо. Незабаром обов'язки менеджерів перейшли до двох молодих кінорежисерів — Кіта Ламберта, сина відомого композитора Константа Ламберта, та Кріса Стемпа, а музиканти все ж повернулись до назви The Who і розпочали свою цікаву, повну протиріч діяльність. Гідними уваги, без сумніву, були витівки з гітарою Піта Таунсенда, який розламував свій інструмент об сцену чи підсилювач — таким чином він намагався виразити свій гнів та лють. До речі, вперше свою гітару Таунсенд випадково зламав під час виступів в одному з клубів, однак тоді це дуже сподобалось публіці. Шалений гітарист дуже пасував до антисуспільної поведінки інших членів гурту.
Незважаючи на вдалі концерти у клубі «Marquee», музикантам тривалий час так і не вдавалось укласти угоди з жодною з фірм. Однак завдяки незалежному продюсерові Шелу Толмі їм нарешті вдалося отримати контракт з фірмою «Decca» і записи гурту передали до британського відділу фірми «Brunswick». Виданий у січні 1965 року сингл «І Can't Explain» злетів до Тор 10 головним чином завдяки промоції по телебаченню у програмах «Ready Steady Go» та «Top Of The Pops». Написаний Таунсендом (він став вже головним композитором групи), цей твір, що нагадував творчість The Kinks, мав здивувати всіх тих, хто очікував якогось вибухового номера. Однак ці надії здійснились у повних інвенції записах «Anyway, Anyhow, Anywhere» та «My Generation». Цей другий твір, що залишився одним з найкращих у британській музиці шістдесятих років, і який підлітки слухали як гімн свого покоління, став заглавним твором дебютного альбому The Who. Незважаючи на великий артистичний та комерційний успіхи, учасники The Who прагнули розірвати дуже несправедливий контракт з Толмом. Коли продюсер відмовився переглядати умови, музиканти просто відмовились від гонорару і свій четвертий сингл «Substitute» записали на іншій фірмі. Щоправда повну свободу від Толма гурту вдалось отримати лише у судовому порядку, однак за ним залишилось право на певні відрахування від всіх записів аж до кінця десятиріччя. The Who надалі записували свої твори, що потрапляли на вершину британського чарту, з витонченістю, змінюючи їх тематику.
Рішучість характеру Таунсенда спочатку перешкоджала досягнути тривалого міжнародного успіху. І хоча альбоми «А Quick One» та «The Who Sell Out» добре розуміла британська публіка, смак популярності у США The Who пізнали лише після виступу на «Monterey Pop Festival».
Взимку 1967 року гурт повернувся до британського чарту з динамічним твором «І Can See For Miles». Однак незважаючи на успіх синглів, групі не вдавалося очолити чарти. Проте «альбомний ринок» The Who підкорили відразу з появою екстравагантної рок-опери «Tommy», яка стала невід'ємною частиною їх концертів. З цієї опери походив хіт «Pinball Wizard», але головним було те, що ця робота поставила The Who у ряд виконавців, яких поважає критика. Незабаром «Tommy» дочекався кіноверсії, яку зробив ексцентричний режисер Кен Расселл, а також оркестрової версії, що була записана під егідою імпресаріо Лу Рейзнера.
Виданий 1970 року концертний альбом «Live At Leeds» виявився найкращим подарунком для фанів гурту (до речі, цей альбом вважається одним з найкращих «живих» альбомів в історії музики). Тим часом Таунсенд працював над своїм наступним проєктом «Lighthouse», однак швидко залишив цей дуже сміливий проєкт, кілька творів з якого пізніше потрапили на альбом «Who's Next». Завдяки цьому альбому The Who зміцнили свої позиції одного з найцікавіших рок-гуртів. До того ж до альбому ввійшли такі твори, як «Baba O'Reilly» та «Wont Get Fooled Again», що стали невід'ємною частиною лексикону групи у сімдесятих роках. Друга з цих композицій потрапила до британського Тор 10 і стала прелюдією до цілої серії вдалих синглів: «Let's See Sction» (1971), «Join Together» (1972), «Relay» (1973). Цей період Таунсенд також віддав роботі над платівкою «Quadrophenia». Цей дуже складний та заплутаний концептуальний альбом був посвятою на честь молодіжної субкультури, яка була головним натхненням творчості артиста. Знята за мотивами «Quadrophenia» стрічка, у головних ролях якої знялись Тойя та Стінг, здобула відносний комерційний успіх.
Сольні зобов'язання музикантів не найкращим чином вплинули на творчий розвиток формації, а альбом «The Who By Numbers» здобув славу найслабшого з усіх попередніх. Незабаром дійшло і до чергової перерви у діяльності формації під час вибуху панка на Британських Островах.
Квартет з'явився знову разом з вдалим альбомом «Who Are You», але його видання засмутила трагічна смерть Кіта Муна, який помер 8 вересня 1978 року від надмірної дози ліків, які повинні були звільнити його від алкоголізму. Його шалена популярність та повна пристрасті гра на ударних була невід'ємною частиною The Who. Тому швидко з'явились чутки про розпад гурту, які підкріпила поява мемуарного фільму «The Kids Are Alright». Однак 1979 року гурт повернувся до студії після входження до неї колишнього ударника Small Faces та The Faces Кенні Джонса (Kenny Jones), 16.09.1948, Лондон, Велика Британія. Але знову на The Who чекали нові неприємності. З грудня 1979 року перед концертом групи у Цінцінаті загинуло одинадцять фанів, які намагались зайняти найкращі місця на стадіоні.
Видані пізніше альбоми «Face Dances» та «Its Hard» не змогли продемонструвати вершину творчості групи, і це попри те, що до першого ввійшов динамічний твір «You Better You Bet», який потрапив до британського Тор 10. Концертним турне Америкою 1982 року The Who завершила діяльність, а музиканти заявили, що більш ніколи не виступатимуть разом. Але у липні 1985 року гурт виступив на лондонському стадіоні «Wembley» під час заходу «Live Aid», а у лютому 1988 року взяв участь в урочистому врученні нагород «The British Record Industry» y «Royal Albert Hall». Влітку 1989 року з нагоди двадцятип'ятиріччя діяльності, The Who провела велике турне США, де під час концертів Долтрі, Таунсенду та Ентвісту допомагали Стів «Болтз» Болтон (Steve «Boltz» Bolton) — гітара, Джон «Реббіт» Бандрік (John «Rabbit» Bundrick) — клавішні та Саймон Філліпс (Simon Phillips) — ударні. Кульмінацією цього стала голлівудська прем'єра опери «Tommy», до виконання якої запросили Елтона Джона, Роберта Планта, Філа Коллінза, Біллі Айдола та інших.
1990 року The Who внесли до «Залу Слави» рок-н-ролу.
2005 відбувся виступ гурту в Гайд-парку Лондона, в рамках міжнародного благодійного фестивалю «Live 8».

## Склад
- Піт Таунсенд  — гітарист, композитор, студійний клавішник
- Роджер Долтрі — вокаліст, губна гармошка
- Кіт Мун — барабанщик
- Джон Ентвістл[en] — бас-гітарист, духові інструменти

## Дискографія

### Студійні альбоми
- My Generation (1965)
- A Quick One (1966)
- The Who Sell Out (1967)
- Tommy (1969)
- Who's Next (1971)
- Quadrophenia (1973)
- The Who by Numbers (1975)
- Who Are You (1978)
- Face Dances (1981)
- It's Hard (1982)
- Endless Wire (30 жовтня 2006, Polydor Records)
- Who (2019)